# Royal Society for the Prevention of Cruelty to Animals

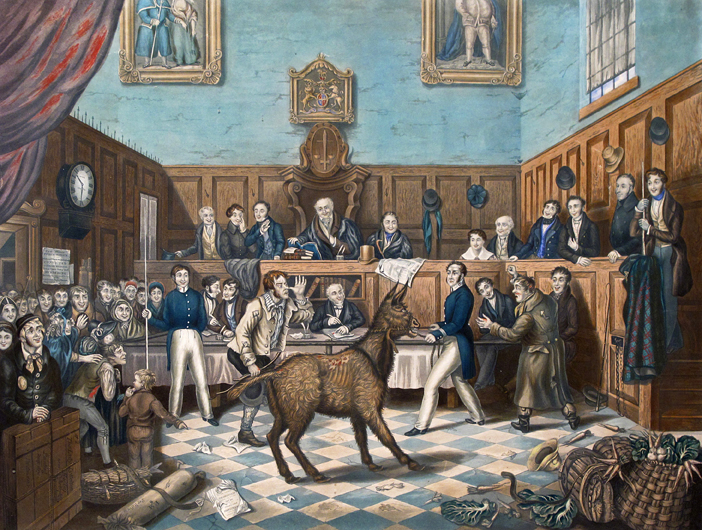
Un dipinto del processo a Bill Burns che mostra Richard Martin con l'asino davanti a una corte sbalordita in quella che fu la prima condanna di cui si abbia conoscenza per crudeltà sugli animali dopo che Burns fu scoperto a picchiare l'asino. Fu una storia che divertì molto i giornali londinesi e i music hall.

La Royal Society for the Prevention of Cruelty to Animals (RSPCA) è un ente di beneficenza che opera in Inghilterra e nel Galles e che promuove il benessere degli animali.
È stata fondata nel 1824 (senza il prefisso Royal) da un gruppo di 22 riformisti guidati dai parlamentari inglesi Richard Martin e William Wilberforce e dal reverendo Arthur Broome nella Old Slaughter's Coffee House di St Martin's Lane vicino allo Strand. Una targa al civico 77-78 di St Martin's Lane ne ricorda la fondazione.
È stato il primo ente di beneficenza per il benessere degli animali al mondo. Nel 1824 portò in tribunale 63 trasgressori. Gli fu concesso lo status di Royal dalla regina Vittoria nel 1840 assumendo l'attuale denominazione di Royal Society for the Prevention of Cruelty to Animals.
Alla fine degli anni 30 del XIX secolo l'organismo iniziò la tradizione dell'ispettore RSPCA che è l'immagine attualmente più conosciuta dell'organizzazione.
La RSPCA ha fatto pressioni sul parlamento inglese nel corso del XIX secolo ottenendo l'approvazione di diverse leggi. La Legge contro la crudeltà verso gli animali del 1835 emendò quella precedente vietando il bear-baiting e il combattimento di galli. Ottenne successivamente l'approvazione della Legge contro la crudeltà verso gli animali del 1876 che controllava la sperimentazione sugli animali. Nel 1911 il parlamento approvò la Legge sulla protezione animale.
Da allora la RSPCA ha svolto un ruolo attivo sia nello sviluppo della legislazione sul benessere degli animali sia nella sua applicazione. Una recente e importante legge è stata la Legge sul benessere animale del 2006.